# 안겔루스 질레지우스
안겔루스 질레지우스(Angelus Silesius, 1624년 경 ~ 1677년 7월 9일)는 독일의 가톨릭 사제이자 물리학자이다.

## 생애
1624년 12월 25일, 안겔루스 질레지우스[세례명 요한네스 셰플러(Johannes Scheffler)]는 오늘날 폴란드에 속하는 브로츠와프에서 태어났다. 신교파와 구교파가 전쟁을 벌이던 30년 전쟁이 발발한 지 6년째 되던 해에 태어난 요한네스 셰플러는 아버지에게서 엄격한 루터파 신앙 교육을 받으며 성장한다. 그러다 1639년에 그와 두 어린 여동생은 아버지를 잃고, 2년 뒤에는 어머니마저 세상을 뜬다. 그리고 누구였는지 전해지지 않는 이의 도움을 받아 그는 브로츠와프의 엘리자베스 김나지움에 진학하게 된다. 그때 교사들은 셰플러에게 시적 재능이 있음을 알아보았다.
1643년, 열여덟 살이 된 그는 대학에 진학해 할아버지와 아버지의 뒤를 이어 의학을 공부하려 한다. 고향의 대학에 1년간 머무르다 홀란드의 레이던(Leiden)으로 건너간 그는 약초학을 공부하는 한편, 신비주의자 그룹을 접하게 된다. 요한네스 셰플러가 태어난 해에 죽은 슐레지엔 지방 출신의 신비주의자인 야코프 뵈메(Jakob Böhme, 1575∼1624)의 저술을 접하게 된 것도 이 무렵이었는데, 이는 특별한 내적 사건이 되었다. 1648년, 마침내 30년 전쟁이 끝나 가고 그는 당시 체류하던 이탈리아 베네치아 공화국의 융성했던 도시 파두아(Padua)에서 의학 공부를 마치고 자격을 취득하는 한편, 그 지방의 반 종교 개혁의 기운이 왕성한 가톨릭 신앙을 접하며 영향을 받게 된다.
1649년, 요한네스 셰플러는 25세의 나이로 브로츠와프의 대공 질비우스 님로트의 궁중의(宮中醫)가 되는데, 대공은 루터파 신앙을 견지하는 인물이었다. 대공의 곁에는 크리스토프 프라이타크라는 궁중 목사가 있었는데, 그는 매우 강직한 태도로 루터파 교의가 잘 지켜지는지 관리 감독하는 직무를 수행했다.
1652년, 요한네스 셰플러에게 야코프 뵈메의 저술을 알려 주고 영적으로 이끌어 준 아브라함 폰 프랑켄베르크가 세상을 떠난다. 셰플러가 빛나는 영적 통찰과 직관으로 ≪방랑하는 천사≫를 쓰기 시작할 무렵이었다.
시인은 이제 자신의 시들을 그와 마찬가지로 신을 찾아다니는 이들에게 전달할 생각을 하게 된다. 그리고 이러한 결심 때문에 요한네스 셰플러는 루터파의 교리를 주관하는 권력, 이를테면 궁정 목사 크리스토프 프라이타크와 충돌을 피할 수 없게 된다. 그 계기가 된 것은 ＜아브라함 폰 프랑켄베르크를 위한 추모시＞를 발표하고 신비주의 경향의 앤솔로지를 출간하려다 갈등을 빚으며 출판을 금지당한 일이었다.
1652년, 셰플러는 궁중의 자리를 내놓고 궁에서 물러난다.
1653년 6월 12일, 그는 브로츠와프의 성 마티아스 교회에서 로만 가톨릭으로 개종하고, 이름도 안겔루스 질레지우스로 개명한다. 그의 개종은 큰 주목을 받았는데, 신교 측으로부터 거센 비판을 받게 되자 그는 개종의 변으로 가톨릭의 장점을 제시하며 자신을 옹호했다. 이때부터 그는 슐레지엔 지방의 반종교 개혁 운동의 선봉에 섰고, 마르틴 루터를 악마(Luzifer)라고 부르기까지 했으며, 죽을 때까지 반종교 개혁 진영에 서서 55편에 이르는 극도로 논쟁적인 글들을 발표하며 논쟁을 벌인다.
1654년, 안겔루스 질레지우스는 황제 페르디난트 3세의 명예 궁중의가 되고 로사리오 형제단의 일원이 된다.
1657년, 그의 대표작인 ≪방랑하는 천사≫를 첫 출간한다.
1661년에는 브로츠와프 주교구에서 사제 서품을 받는다.
1664년부터 브로츠와프의 후작 주교 제바스티안 폰 로슈토크의 대신(大臣)으로 봉직하다가, 그가 죽자 질레지우스는 공직에서 은퇴한다.
1675년에는 ≪방랑하는 천사≫의 6부를 마저 출간한다.
1677년 병고를 겪다 53세의 나이로 죽음을 맞는다. 그는 죽기 전까지 성 마티아스 십자수도회에 머물며 신학 논쟁적인 글을 쓰고 프란체스코회원으로서 자선을 베풀며, 마지막까지 기도와 명상에 침잠하다 생을 마감한다.

## 같이 보기
- 기독교 신비주의
- 독일 신비주의